# Greiner (Unternehmen)
Die Greiner AG bzw. Greiner Gruppe ist ein Hersteller und Verarbeiter von Kunst- und Schaumstoff mit Sitz im österreichischen Kremsmünster.
Das Unternehmen befindet sich in der fünften Generation zu 100 % in Familienbesitz. In 30 Ländern werden 107 Standorte betrieben.

## Geschichte
Die Gründung des Unternehmens erfolgte durch Carl Albert Greiner am 7. September 1868 als Kolonialwaren- und Eisenwarengeschäft in Nürtingen (Baden-Württemberg). Unter anderem wurde ein selbst hergestellter Sprudel vermarktet, der mit Korken verschlossen wurde. Bereits nach kurzer Zeit befasste sich der Firmengründer nur noch mit der Fabrikation und Vermarktung von Korkstopfen, die mit einer damals vollkommen neuartigen Korkschneidemaschine geschnitten und auch fremd verkauft wurden. Der Erfolg war überwältigend, sodass man sich nur noch auf die Korkfabrikation, einschließlich der Vermarktung der anfallenden Abfälle (u. a. Feueranzünder), konzentrierte. Die vier Söhne des Firmengründers traten nach und nach ebenfalls in das Unternehmen ein, was 1899 zunächst zur Gründung des Produktionsstandorts in Kremsmünster (Oberösterreich), führte. Ein weiterer Standort wurde 1903 in Sant Feliu de Guíxols (Spanien) gegründet, um den Import von Kork abzusichern. Beide Unternehmen, in Österreich wie in Deutschland, entwickelten sich trotz Weltkrieg gut, auch dank der eigenen Importbasis in San Feliu nahe Barcelona. Alle Standorte firmierten unter dem Namen C. A. Greiner und Söhne GmbH und Co KG.
1952 erhielt das Unternehmen die Lizenz zur Herstellung von Schaumstoff, was zunächst in Nürtingen, später auch in Kremsmünster zur nächsten großen Wachstumsphase führte. Die Schaumstofferzeugnisse (Moltopren) wurden vorwiegend in der Möbel- und Bekleidungsindustrie abgesetzt. Greiner beschäftigte damals bereits rund 500 Mitarbeiter.
1960 wurde Greiner Packaging in Kremsmünster als weiterer Betriebszweig für Spritzguss- und Tiefziehwerk mit Druckerei und Formenbau gegründet. Greiner Packaging stellte zunächst Kunststoffverpackungen wie Dosen für die Pharmazie, Joghurtbecher und Einweggeschirr her.
Kurze Zeit nach dem Start des Spritzgusses wurde 1963 in Nürtingen mit der Produktion der ersten Petrischalen aus Polystyrol begonnen. Das war die Geburtsstunde der Sparte Greiner Bio-One. Zuvor wurden in der Pharmazie und Medizin noch Petrischalen aus Glas genutzt.
1977 entstand ein weiterer Unternehmensbereich, der in weiterer Folge unter Greiner Extrusion (heute Exellig) firmiert und Ende 2021 verkauft wurde.
1983 entwickelt sich aus einem von der Firma Semperit übernommenen Schaumstoffbetrieb in Linz, Oberösterreich, die Sparte Greiner Perfoam. Das Unternehmen produziert Sichtteile und Akustikbauteile für die Automobilindustrie. Die Greiner Perfoam gehört heute zur Sparte NEVEON.
Ausgehend vom Geschäftsbereich Schaumstoff wurde 1986 mit der Herstellung von Fluggastsitzkissen begonnen. Dieser Geschäftsbereich firmiert heute unter dem Namen Greiner aerospace und gehört ebenso wie Greiner PURTEC, die Wärmedämmungen für Boiler herstellt, zur Sparte NEVEON.
Die Aktivitäten im Bereich Schaumstoffherstellung wurden im Rahmen eines Gemeinschaftsunternehmens mit dem belgischen Unternehmen Recticel 1992 gebündelt und firmieren europaweit unter dem Namen Eurofoam. Zunächst wurden, nach dem Fall des eisernen Vorhangs, die Schaumstoffmärkte in Ungarn und Polen erschlossen. Später wurde das Joint Venture auch auf Deutschland ausgeweitet.
Ab 1. Juli 2010 wurde Eurofoam gemeinsam mit Greiner MULTIfoam unter der neu gegründeten Greiner Foam geführt, die ihren Sitz ebenfalls in Kremsmünster hat. 2012 gründete Greiner Foam ein Joint Venture (Unifoam) in Südafrika und damit den ersten Produktionsstandort von Greiner auf dem afrikanischen Kontinent. Im April 2020 stockte Greiner die Anteile an der Eurofoam auf 100 % auf. Seit 1. Februar 2021 firmiert die Greiner Foam International GmbH unter NEVEON Holding GmbH bzw. heißt die Sparte Greiner Foam nun NEVEON.

## Struktur des Unternehmens
Seit Mitte 2014 werden sämtliche Unternehmensbereiche von der 1986 gegründeten Greiner Holding AG, Kremsmünster, geführt. Seit Oktober 2018 firmiert man als Unternehmensgruppe unter Greiner AG.
Die drei Sparten von Greiner stellten sich mit Stand Mai 2022 wie folgt dar.
- Greiner Bio-One: ist im Bereich Medizintechnik[4] tätig. Das Geschäftsfeld Preanalytics entwickelt und produziert Entnahmesysteme für Human- und Veterinärproben aus Blut, Urin und Speichel, sowie digitale Systemlösungen (Greiner eHealth Technologies),[18] die für mehr Effizienz und Patientensicherheit im präanalytischen Prozess sorgen. Das Geschäftsfeld BioScience widmet sich Spezialprodukten zur Kultivierung und Analyse von Zellkulturen sowie Mikroplatten[19] für das Hochdurchsatz-Screening.[20] Das dritte Geschäftsfeld ist Mediscan, als kompetenter Dienstleister im Bereich der Sterilisation von medizinischen Produkten, Entkeimung von Lebensmittelverpackungen oder Funktionsverbesserung von Kunststoffen und Halbleitern mittels ionisierender Strahlung.
- Greiner Packaging produziert Kunststoffverpackungen für den Food- und Non-Food-Bereich. Dazu gehören Kunststoffbecher, Becher aus Karton-Kunststoff-Kombinationen, Kunststoffflaschen, -container und -eimer, sowie kundenspezifische Kunststoffteile und -produkte sowie deren Assembling und Veredelung. In Kooperation mit Siegwerk, Krones und Orthomol[21] entwickelt Greiner Packaging Recyclinganlagen, die direkt bedruckte PP- und PS-Becher zu hochwertigen Rezyklat aufarbeiten können.[22][23][24]
- NEVEON:

Neveon ist eine weltweit führende Schaumstoffgruppe und bietet Polyurethan Weich- und Verbundschäume für viele Einsatzgebiete – vom Komfortbereich über den Mobilitäts-Sektor bis hin zu unterschiedlichsten Spezialanwendungen. Neveon entstand Anfang 2021 durch die Zusammenlegung von Eurofoam, Greiner aerospace, Greiner MULTIfoam, Greiner Perfoam, Greiner PURTEC und Unifoam.
Greiner Foam wird seit Februar 2021 als NEVEON geführt, bzw. ist Eurofoam seit Mitte 2020 kein Joint Venture mehr, sondern gehört zu 100 % Greiner. Zum 21. Dezember 2021 wurde die ehemalige Sparte Greiner Extrusion an Nimbus verkauft.

## Kartell
Das deutsche Bundeskartellamt verhängte im Juni 2015 Bußgelder in Höhe von 75 Mio. Euro gegen die fünf Automobilzulieferer
- Greiner Perfoam GmbH, Enns
- Autoneum Germany GmbH, Roßdorf
- Carcoustics International GmbH, Leverkusen
- Ideal Automotive GmbH, Burgebrach
- International Automotive Components Group GmbH, Düsseldorf

wegen illegaler Preisabsprachen im Zeitraum von 2005 bis 2013. Die ebenfalls beteiligte Johann Borgers GmbH, Bocholt (Insolvenz Ende 2022 – Übernahme durch Autoneum Anfang 2023) blieb durch Anwendung der Kronzeugenregelung straffrei.

## Innovationen bei Greiner
Zur Greiner AG gehört auch der Innovationsinkubator Greiner Innoventures, der in Start-ups mit Digital- oder Kreislaufwirtschaftsbezug investiert, etwas im Bereich Matratzenrecycling, Bioplastik, Schallschutzpaneele. Greiner Innoventures entwickelt als Corporate Business Angel gemeinsam mit Startups ihre Ideen weiter. Sitz von Greiner Innoventures ist im Innovationszentrum weXelerate in Wien. Greiner kooperiert mit dem finnischen IT-Dienstleister Tietoevry und setzt GenAI bei der Verarbeitung von Bestellungen ein.

## Greiner als Arbeitgeber

### Lehrlingsausbildung bei Greiner
Seit den frühen 1990er Jahren bildet Greiner junge Menschen in der eigenen Lehrwerkstatt zu Facharbeiter aus. Im Jahr 2019 wurde am Greiner Campus in Kremsmünster der Grundstein für das heutige Ausbildungszentrum gelegt, in dem aktuell die Lehrausbildung in sieben vorwiegend technischen Berufen stattfindet. Den Lehrlingen steht im Ausbildungszentrum modernste Technik zur Verfügung. Derzeit werden hier zirka 100 Lehrlinge für alle Spartenunternehmen ausgebildet. Zusätzlich findet an Standorten in Deutschland und in der Schweiz Lehrlingsausbildung statt.

### Greiner Academy
Die Greiner Academy ist das unternehmensinterne Weiterbildungszentrum für alle Greiner Mitarbeitenden, das sparten- und länderübergreifend agiert. Bereits seit dem Jahr 2000 bietet die Academy Seminare, Trainings und Workshops zu verschiedenen Fachgebieten im Arbeitskontext, sowie zu Themen rund um Gesundheit, Kommunikation und Persönlichkeitsentwicklung an. Die Weiterbildungen werden sowohl in Präsenz, als auch in virtuellen Formaten wie Online-Trainings oder Blended Learnings angeboten.

### Greiner Krabbelstube
Am Standort Kremsmünster (Österreich) steht den Kindern von Mitarbeitern seit 2003 eine eigene Krabbelstube zur Verfügung. Seit dem Ausbau der Krabbelstube 2011 stehen 24 Betreuungsplätze zur Verfügung, die sowohl Greiner Mitarbeiter als auch Betriebsfremde nutzen können.

### Auszeichnungen
- Austria’s Best Managed Company 2022[39]
- K3® r100 wins Green Packaging Star Award 2023[40]
- WirtschaftsOscars 2022[41]
- Global Player Award 2019[42]
- Pegasus 2023, Juni 2023[43][44]
- apprentigo Lehrlings-Hackaton, Oktober 2023[45]
- ESG Award 2024, Oktober 2024[46]
- 1. Platz, Kategorie „Freiwillige Berichterstattung“,  Austrian Sustainability Reporting Award[47]
- Pegasus 2025, Juni 2025[48]

## Sonstiges
Im Jahr 1992 erhielt die C. A. Greiner und Söhne Gesellschaft m.b.H. die Staatliche Auszeichnung und durfte das Bundeswappen im Geschäftsverkehr verwenden. Auf Grund von Umstrukturierungen 1999 bzw. 2001 erlosch dieses Recht jedoch. Allerdings erhielt das Teilunternehmen Greiner Packaging diese Auszeichnung erneut noch vor 2006.
Im Zusammenhang mit der Jagd nach dem Heilbronner Phantom wurde im März 2009 bekannt, dass verschiedene Polizeidienststellen in Deutschland, Österreich und Frankreich Abstrichbestecke (Wattestäbchen) der Greiner Bio One International AG für die Aufnahme von DNA-Spuren an Tatorten verwendeten, obwohl diese nach Angabe des Unternehmens dafür überhaupt nicht geeignet sind, da sie zwar steril sind, allerdings DNA-Reste aus dem Produktionsprozess aufweisen. Solche DNA-Verunreinigungen führten zu der irrtümlichen Jagd auf eine „Phantom-Täterin“. Tatsächlich hatte es keine Täterin gegeben, sondern die Ermittler bzw. die Kriminaltechnischen Labors waren den DNA-Verunreinigungen der Abstrichbestecke aufgesessen. Nach Bekanntwerden der Ermittlungspanne weist die Firma auf ihrer Homepage darauf hin, dass die von den Polizeidienststellen bezogenen Abstrichbestecke gar nicht für diesen Einsatzzweck geeignet sind, was in der Produktbeschreibung und dem Beipackzettel von Anfang an vermerkt wurde. Ende Juli 2009 gab die Staatsanwaltschaft Stuttgart bekannt, dass es gegen die Lieferanten der Abstrichbestecke (die Greiner Bio-One) kein Ermittlungsverfahren geben werde.

## Subventionierung der neuen Werkseinfahrt
Am 14. November 2022 wurde die Greiner-Brücke in Kremsmünster eröffnet. Die Gesamtkosten des Projektes betrugen rund fünf Millionen Euro. Nach Abzug von knapp einer Million Euro Erlös durch den Verkauf der alten Brücke an die ÖBB und einer Förderung von 1,2 Millionen Euro durch das Land Oberösterreich kamen die beiden Finanzierungspartner, nämlich die Gemeinde Kremsmünster und Greiner, zu gleichen Teilen für die Kosten von jeweils 1,45 Millionen Euro auf.

## Belege
1. ↑  Brigit Fischer: Greiner meistert 2024 herausfordernde Zeiten mit Stabilität. In: kunststoff-zeitschrift.at. 13. Mai 2025, abgerufen am 20. Mai 2025.
2. ↑  Greiner AG erzielt stabiles Ergebnis. In: regal.at. 6. Mai 2025, abgerufen am 11. Juni 2025.
3. ↑  Sophie Kepplinger: Greiner AG-Office in Wien eröffnet. In: tips.at. 3. Februar 2021, abgerufen am 29. August 2023.
4. 1 2 3  Sophie Kepplinger: Vom Kork zum Kunststoff – ein globales Unternehmen mit Wurzeln in Kremsmünster. In: tips.at. 7. Mai 2025, abgerufen am 20. Mai 2025.
5. 1 2 3  Vom Kaufmannsladen zum internationalen Konzern. In: greiner.com. Abgerufen am 7. Mai 2018.
6. ↑  Meilensteine in der Geschichte. In: greiner-gpi.com. Abgerufen am 7. Mai 2018.
7. ↑  Produkte (Memento vom 3. November 2014 im Internet Archive)
8. ↑  Kunststoffprofilextrusion (Memento vom 2. August 2023 im Internet Archive)
9. ↑  Greiner Extrusion: Maschinenbauer mit neuem Namen „Exelliq“. In: kunststoffweb.de. 12. Januar 2023, abgerufen am 2. August 2023 (Hinter Abo-Schranke).
10. ↑  Greiner verkauft Extrusionssparte an Nimbus. In: ooe.orf.at. 22. Dezember 2021, abgerufen am 2. August 2023.
11. 1 2 3 4  The Future of Foam - NEVEON. In: neveon.com. Abgerufen am 16. Mai 2023.
12. ↑  Greiner AG die Geschichte. In: greiner.com. Abgerufen am 18. Mai 2020.
13. ↑  Greiner übernimmt Eurofoam. In: greiner.com. Abgerufen am 18. Mai 2020.
14. ↑  NEVEON: Greiner bündelt Kräfte im Bereich der Schaumstoffproduktion. In: greiner.com. Abgerufen am 18. Februar 2021.
15. ↑  Sabrina Kainrad: DIE MACHER - Warum die Korken knallen. In: diemacher.at. Abgerufen am 29. August 2023.
16. ↑  Gabriel Feiertag: Greiner AG – führendes Kunst- und Schaumstoffunternehmen. In: trend.at. 5. Dezember 2022, abgerufen am 30. August 2023.
17. ↑  Greiner AG Jahresbericht 2021. In: reports.greiner.com. Abgerufen am 31. Juli 2022.
18. ↑  Bar Kaufman, Muhammad Abu-Ahmad, Olga Radinsky, Eman Gharra, Tal Manko, Baisali Bhattacharya, Daniela Gologan, Nofar Erlichman, Tsipi Meshel, Yoav Nuta, Tomer Cooks, Moshe Elkabets, Adit Ben-Baruch, Angel Porgador: N-glycosylation of PD-L1 modulates the efficacy of immune checkpoint blockades targeting PD-L1 and PD-1. In: Molecular Cancer. Band 24, Nr. 1, 10. Mai 2025, ISSN 1476-4598, S. 140, doi:10.1186/s12943-025-02330-w, PMID 40346531, PMC 12065222 (freier Volltext) – (springer.com [abgerufen am 20. Mai 2025]).
19. ↑  Daniel A. Ciulla, Patricia K. Dranchak, Mahesh Aitha, Renier H. P. van Neer, Divia Shah, Ravi Tharakan, Kelli M. Wilson, Yuhong Wang, John C. Braisted, James Inglese: A general assay platform to study protein pharmacology using ligand-dependent structural dynamics. In: Nature Communications. Band 16, Nr. 1, 10. Mai 2025, ISSN 2041-1723, S. 4342, doi:10.1038/s41467-025-59658-6 (nature.com [abgerufen am 20. Mai 2025]).
20. ↑  Hochdurchsatz leicht gemacht, jetzt auch in 96-Well-Variante. In: laborpraxis.vogel.de. 1. Februar 2024, abgerufen am 1. März 2024.
21. ↑  Orthomol opts for high-tech & r-PET with tailor-made solutions from Greiner Packaging. In: spnews.com. 13. Mai 2025, abgerufen am 20. Mai 2025 (britisches Englisch).
22. ↑  Greiner, Krones und Siegwerk kooperieren beim Recycling. In: packaging-journal.de. 20. Februar 2024, abgerufen am 29. Februar 2024.
23. ↑  Stefan Lang: Initiative für Recycling von bedruckten PP- und PS-Bechern. In: euwid-recycling.de. 14. Februar 2024, abgerufen am 29. Februar 2024.
24. ↑  Greiner Packaging: Recycling direkt bedruckter Becher. In: k-aktuell.de. 13. März 2024, abgerufen am 13. März 2024.
25. ↑  NEVEON: Greiner bündelt Kräfte im Bereich der Schaumstoffproduktion. In: greiner.com. Abgerufen am 18. Februar 2021.
26. ↑  Greiner übernimmt Eurofoam. In: greiner.com. Abgerufen am 18. Mai 2020.
27. ↑  Greiner schließt Verkauf der Extrusionssparte an Nimbus ab. In: greiner.com. Abgerufen am 31. Juli 2022.
28. ↑  Gabriel Feiertag: Greiner AG – führendes Kunst- und Schaumstoffunternehmen. In: trend.at. 5. Dezember 2022, abgerufen am 30. August 2023.
29. ↑  Bundeskartellamt verhängt Bußgelder in Höhe von 75 Mio. Euro gegen Automobilzulieferer. Bundeskartellamt, 24. Juni 2015, abgerufen am 24. Juni 2015.
30. ↑  Greiner Innoventures - Corporate Business Angel. In: greiner-innoventures.com. Abgerufen am 2. August 2023 (englisch).
31. ↑  Gerald Winterleitner: "Wo Zukunft passiert": Innovationsschmiede von Greiner hat neuen Chef aus Steyr. In: nachrichten.at. 18. Juli 2023, abgerufen am 29. August 2023.
32. ↑  INDUSTRIEMAGAZIN | Künstliche Intelligenz in der Industrie: Künstliche Intelligenz bei Greiner: Effiziente Geschäftsprozesse durch smarte KI-Lösungen. Abgerufen am 11. Juni 2025.
33. ↑  Susanne Winter: 20 Frauen informierten sich bei Greiner über technische Berufe. In: tips.at. 15. März 2024, abgerufen am 18. März 2024.
34. ↑  Franz Staudinger: Kremsmünster: Greiner-Ausbildungszentrum öffnet die Türen. In: meinbezirk.at. 12. Oktober 2023, abgerufen am 6. November 2023.
35. ↑  Greiner umwirbt Lehrlinge mit neuem Campus. In: ooe.orf.at. 18. Oktober 2017, abgerufen am 29. August 2023.
36. ↑  Sophie Kepplinger: Bezirkshauptfrau Elisabeth Leitner zu Gast im Greiner Ausbildungszentrum. In: tips.at. 29. Juni 2023, abgerufen am 29. August 2023.
37. ↑  Elisabeth Prechtl: Wie Greiner mit Kunststoff die Welt ein bisschen besser machen will. In: nachrichten.at. 24. Juni 2023, abgerufen am 30. August 2023.
38. ↑  DIE MACHER - Wenn die Kinder einfach mit ins Büro kommen. In: diemacher.at. 29. Juni 2022, abgerufen am 29. August 2023.
39. ↑  Greiner zählt zu Austria’s Best Managed Companies 2022. In: greiner.com. 22. September 2022, abgerufen am 6. November 2023 (österreichisches Deutsch).
40. ↑  K3® r100 mit Green Packaging Star Award ausgezeichnet. In: greiner.com. 3. Oktober 2023, abgerufen am 6. November 2023 (österreichisches Deutsch).
41. ↑  …And the Winner is: Greiner Bio-One! In: greiner.com. 31. März 2022, abgerufen am 6. November 2023 (österreichisches Deutsch).
42. ↑  Greiner erhält Global Player Award. In: biz-up.at. Abgerufen am 6. November 2023.
43. ↑  Das sind Oberösterreichs beste Unternehmen 2023. In: leadersnet.at. Abgerufen am 6. November 2023.
44. ↑  FACTORY | Das sind die Gewinnerbetriebe des OÖ Pegasus-Awards. In: factorynet.at. Abgerufen am 6. November 2023.
45. ↑  Silvia Gschwandtner: apprentigo Lehrlingshackathon: Oberösterreichs Lehrlinge bewiesen ihr digitales Know-how. In: meinbezirk.at. 5. Oktober 2023, abgerufen am 6. November 2023.
46. ↑  22 10 2024 um 20:30 von Hans Pleininger: Die Zukunft von Greiner ist zirkulär. 21. Oktober 2024, abgerufen am 11. Juni 2025.
47. ↑  ASRA 2024: 25 Jahre Auszeichnungen in der Nachhaltigkeitsberichterstattung – Ein Jubiläum der Vision und Beständigkeit. Abgerufen am 11. Juni 2025.
48. ↑  Redaktion: OÖNachrichten küren Unternehmen. Abgerufen am 11. Juni 2025.
49. ↑  Historisches Verzeichnis - Buchstabe G. In: staatswappen.at. Abgerufen am 20. Mai 2025.
50. ↑  Keine Ermittlungen gegen Wattestäbchen-Firma. In: spiegel.de. 31. Juli 2009, abgerufen am 31. Juli 2009.
51. ↑  Greiner-Brücke feierlich eröffnet. In: greiner.com. 14. November 2022, abgerufen am 2. August 2023 (österreichisches Deutsch).
52. ↑  Greiner-Brücke. In: kremsmuenster.at. Abgerufen am 2. August 2023 (österreichisches Deutsch).